# Diadelia vadoni
Diadelia vadoni là một loài bọ cánh cứng trong họ Cerambycidae.